# Gare de Beignée
La gare de Beignée est un point d'arrêt de la ligne 132 de Charleroi à Couvin, située dans le village de Beignée sur le territoire de la commune de Ham-sur-Heure-Nalinnes dans la province de Hainaut. 
C'est une halte voyageurs de la Société nationale des chemins de fer belges (SNCB) desservie par des trains Suburbains (S64) et d’Heure de pointe (P).

## Situation ferroviaire
La gare de Beignée est située au point kilométrique (PK) 11,90 le long de la ligne 132 de Charleroi à Couvin, entre les gares de Jamioulx et de Ham-sur-Heure.

## Histoire
Le point d'arrêt de Beignée est livré à l'exploitation en septembre 1899 par l'Administration des Chemins de fer de l’État belge, qui a repris le contrôle des chemins de fer de l'Entre-Sambre-et-Meuse en 1897.

## Service des voyageurs

### Desserte
Beignée est desservie par des trains d'Heure de pointe (P) et quelques trains S64 de la SNCB qui effectuent des missions sur la ligne commerciale 132 : Charleroi - Couvin.
En semaine, il n’y a aucune desserte les heures creuses car les trains de voyageurs franchissent la gare de Beignée sans s’y arrêter. La desserte est irrégulière et comprend au total 13 trains par jour :
- cinq trains P entre Couvin ou Walcourt et Charleroi-Central (le matin) ;
- deux trains P entre Charleroi-Central et Couvin (le matin) ;
- un train S64 entre Couvin et Charleroi-Central (l’après-midi) ;
- deux trains P entre Charleroi-Central et Couvin ou Walcourt (l’après-midi) ;
- un train P entre Couvin et Charleroi-Central deux trains P entre Charleroi-Central et Couvin (en début de soirée).

Les week-ends et jours fériés, la gare de Beignée n’est pas desservie par les trains de voyageurs qui circulent sur la ligne 132.

## Comptage voyageurs
Le graphique et le tableau montrent le nombre de passagers qui en moyenne embarquent durant la semaine, le samedi et le dimanche.
| Nombre de voyageurs qui embarquent à la gare de Beignée | Nombre de voyageurs qui embarquent à la gare de Beignée | Nombre de voyageurs qui embarquent à la gare de Beignée | Nombre de voyageurs qui embarquent à la gare de Beignée |
|                                                         | Semaine                                                 | Samedi                                                  | Dimanche                                                |
| ------------------------------------------------------- | ------------------------------------------------------- | ------------------------------------------------------- | ------------------------------------------------------- |
| 1977                                                    | 86                                                      | 34                                                      | 20                                                      |
| 1978                                                    | 53                                                      | 22                                                      | 7                                                       |
| 1979                                                    | 70                                                      | 22                                                      | 7                                                       |
| 1980                                                    | 73                                                      | 34                                                      | 19                                                      |
| 1981                                                    | 63                                                      | 17                                                      | 16                                                      |
| 1982                                                    | 71                                                      | 10                                                      | -                                                       |
| 1983                                                    | 57                                                      | 9                                                       | -                                                       |
| 1984                                                    | 53                                                      | 26                                                      | 13                                                      |
| 1985                                                    | 59                                                      | 20                                                      | 15                                                      |
| 1986                                                    | 52                                                      | 22                                                      | 13                                                      |
| 1987                                                    | 71                                                      | 20                                                      | 19                                                      |
| 1988                                                    | 64                                                      | 19                                                      | 17                                                      |
| 1989                                                    | 58                                                      | 11                                                      | 11                                                      |
| 1990                                                    | 43                                                      | 19                                                      | 19                                                      |
| 1991                                                    | 47                                                      | 11                                                      | 10                                                      |
| 1992                                                    | 53                                                      | 9                                                       | 10                                                      |
| 1993                                                    | 35                                                      | -                                                       | -                                                       |
| 1994                                                    | 36                                                      | -                                                       | -                                                       |
| 1995                                                    | 22                                                      | -                                                       | -                                                       |
| 1996                                                    | 21                                                      | -                                                       | -                                                       |
| 1997                                                    | 25                                                      | -                                                       | -                                                       |
| 1998                                                    | 20                                                      | -                                                       | -                                                       |
| 1999                                                    | 20                                                      | -                                                       | -                                                       |
| 2000                                                    | 19                                                      | -                                                       | -                                                       |
| 2001                                                    | 16                                                      | -                                                       | -                                                       |
| 2002                                                    | 22                                                      | -                                                       | -                                                       |
| 2003                                                    | 25                                                      | -                                                       | -                                                       |
| 2004                                                    | 18                                                      | -                                                       | -                                                       |
| 2005                                                    | 17                                                      | -                                                       | -                                                       |
| 2006                                                    | 25                                                      | -                                                       | -                                                       |
| 2007                                                    | 18                                                      | -                                                       | -                                                       |
| 2008                                                    | -                                                       | -                                                       | -                                                       |
| 2009                                                    | 25                                                      | -                                                       | -                                                       |
| 2010                                                    | -                                                       | -                                                       | -                                                       |
| 2011                                                    | -                                                       | -                                                       | -                                                       |
| 2012                                                    | 24                                                      | -                                                       | -                                                       |
| 2013                                                    | 32                                                      | -                                                       | -                                                       |
| 2014                                                    | 15                                                      | -                                                       | -                                                       |
| 2015                                                    | 19                                                      | -                                                       | -                                                       |
| 2016                                                    | 25                                                      | -                                                       | -                                                       |
| 2017                                                    | 14                                                      | -                                                       | -                                                       |
| 2018                                                    | 14                                                      | -                                                       | -                                                       |
| 2019                                                    | 20                                                      | -                                                       | -                                                       |
| 2020                                                    | 9                                                       | -                                                       | -                                                       |
| 2021                                                    | -                                                       | -                                                       | -                                                       |
| 2022                                                    | 11                                                      | -                                                       | -                                                       |
| 2023                                                    | 9                                                       | -                                                       | -                                                       |
| 2024                                                    | 13                                                      | -                                                       | -                                                       |

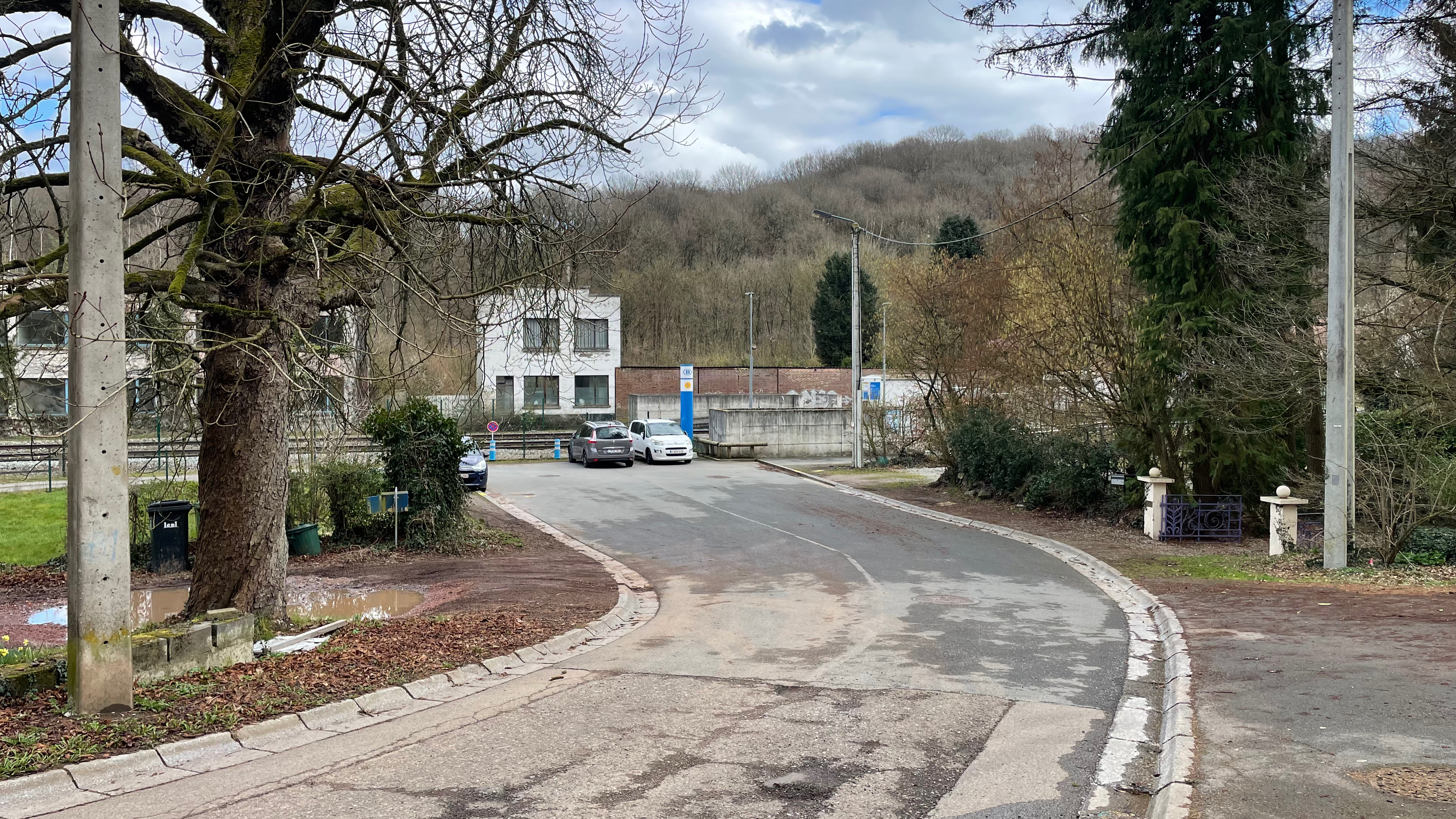
Parking d'accès.
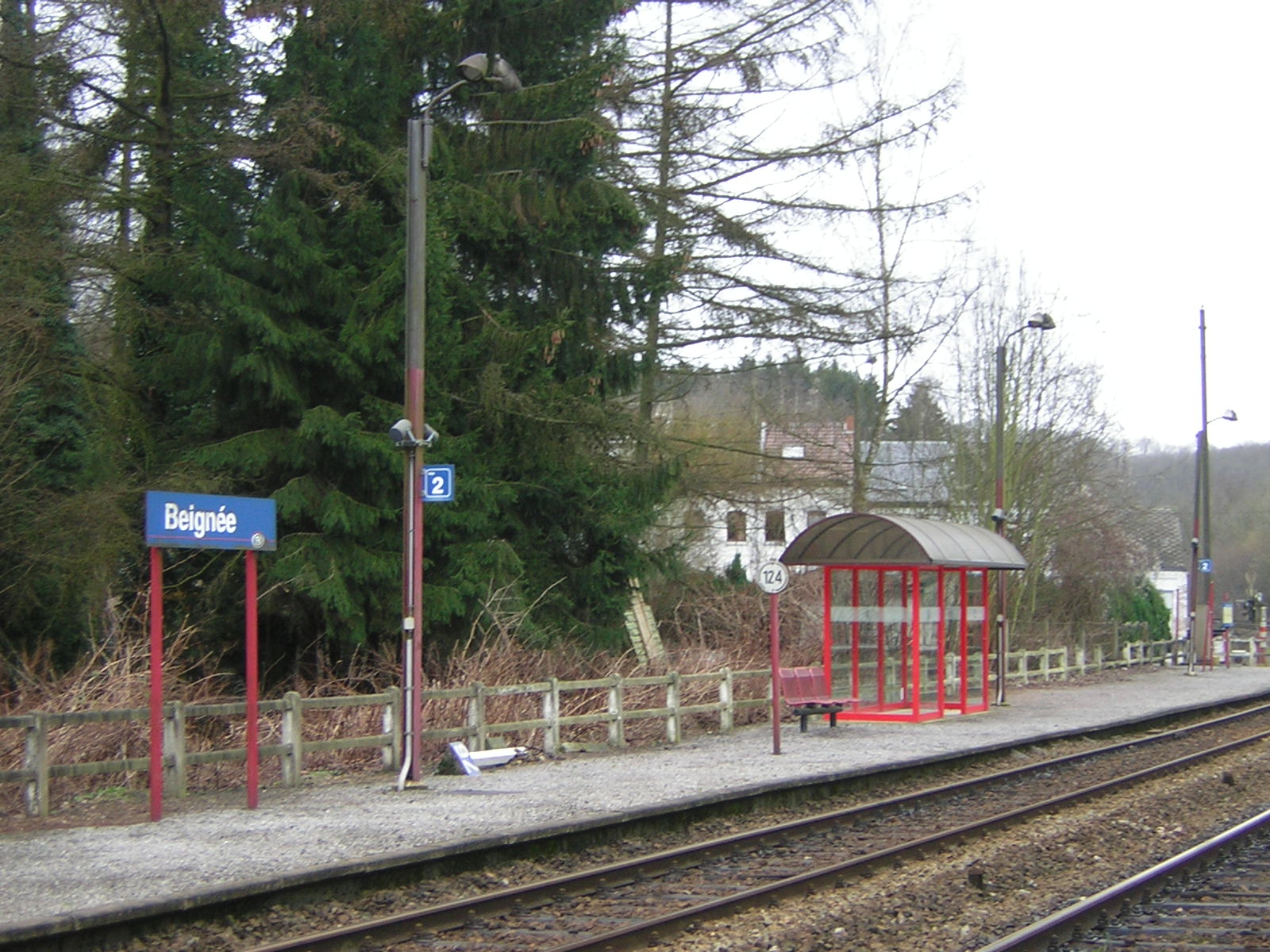
Abri de quai (en 2008).
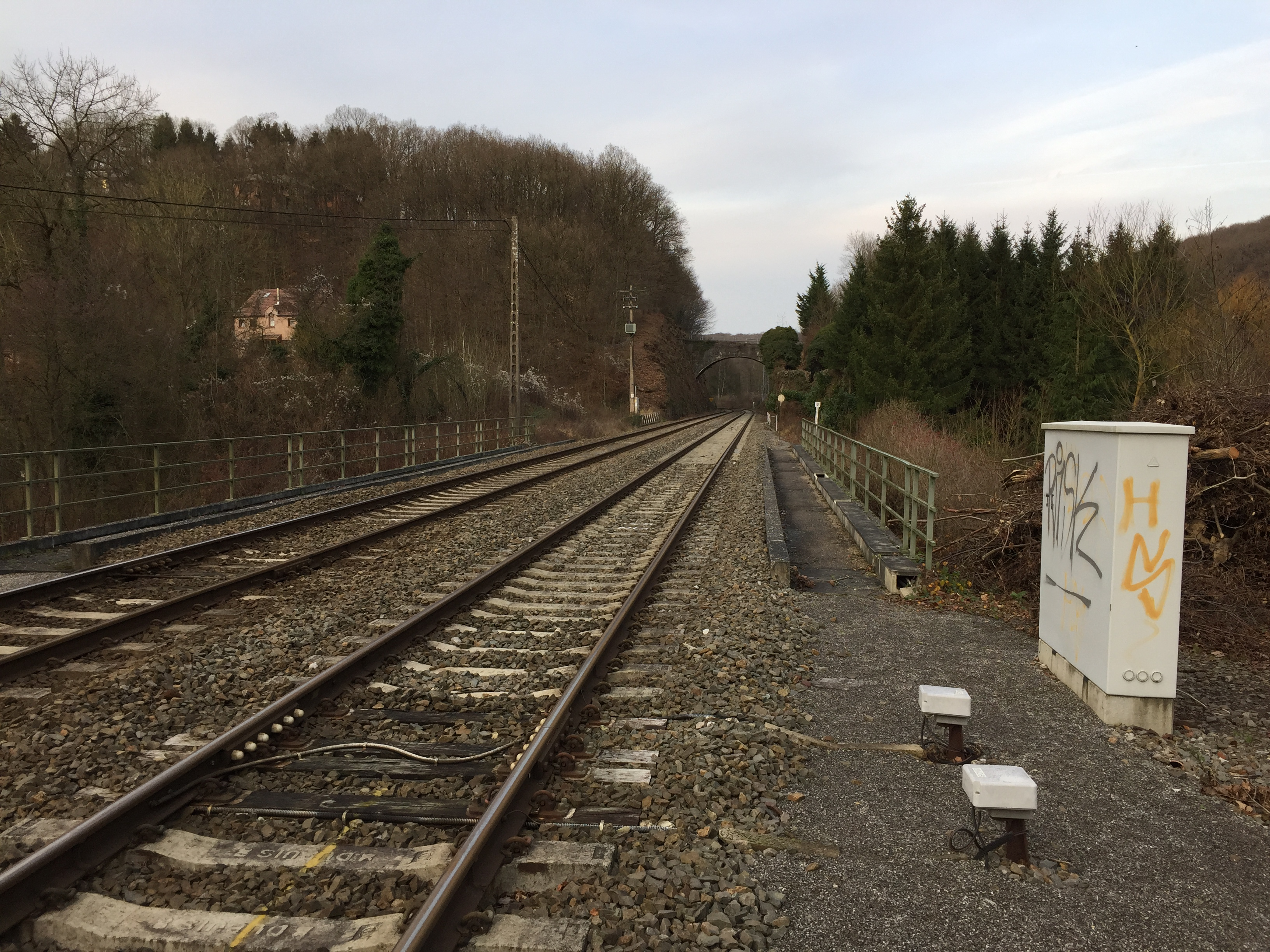
Voie de chemin de fer